# Hořovice
Hořovice (německy Horschowitz, Horowitz, hebrejsky הורוביץ Horovic, jidiš הורוויץ Hurwitz) jsou třetím nejlidnatějším městem v okrese Beroun (po Berouně a Králově Dvoře) ve Středočeském kraji. Nacházejí se poblíž dálnice D5, téměř přesně mezi Prahou a Plzní. Na ploše 9,55 km² zde žije přibližně 8 100 obyvatel. V bezprostředním okolí města se nachází poměrně velké množství historických památek obklopených zachovalou přírodou.
Pochází odsud aškenázské příjmení Horowitz.

## Historie

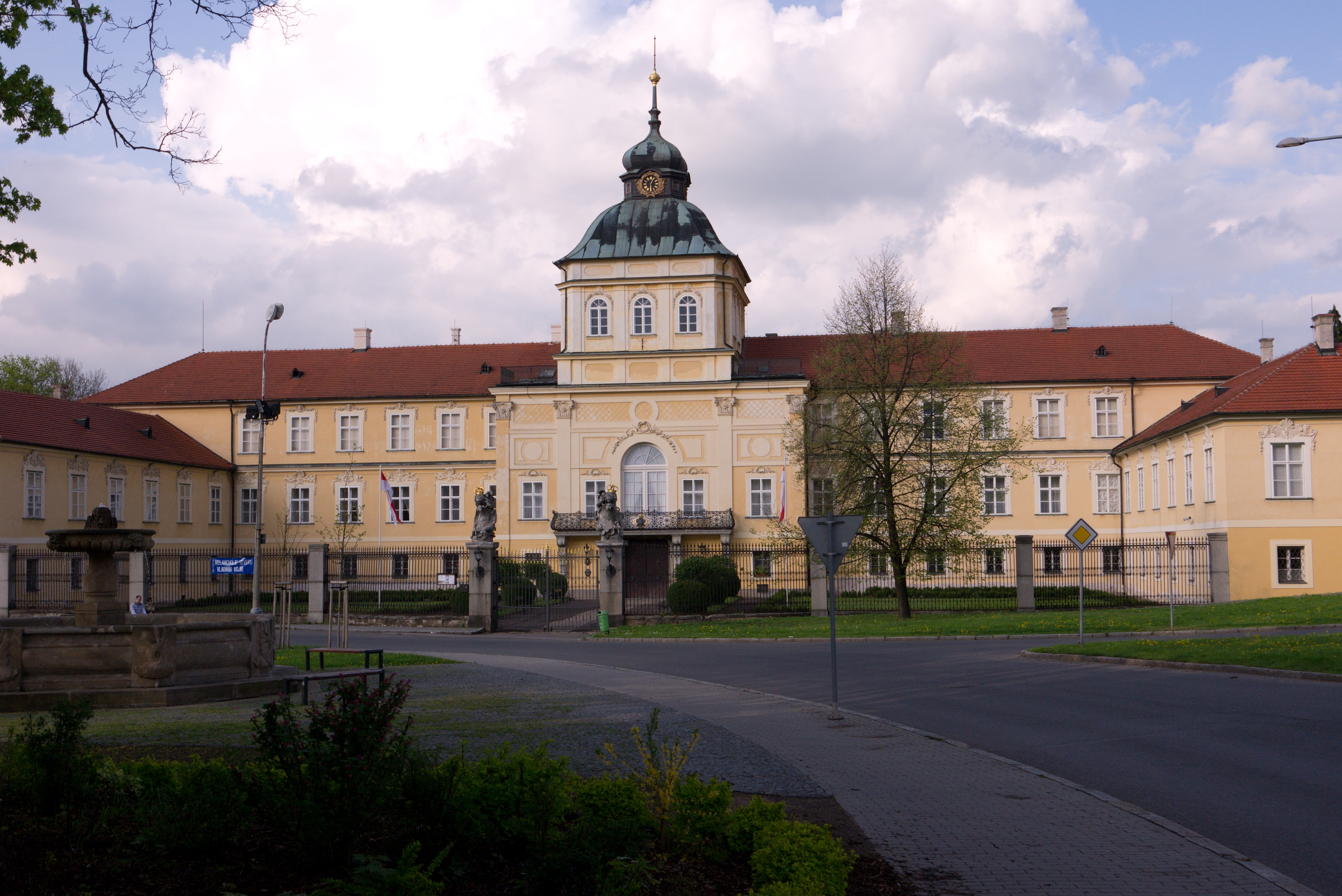
Nový zámek

Území, na kterém se dnes město nachází, bylo osídleno již v 10. století. Na přelomu 12. a 13. století zde páni z Hořovic (později ze Žirotína) vybudovali tvrz a hospodářský dvorec (později přestavěný na Starý zámek). Mezi roky 1303 a 1322 založil Plichta ze Žerotína se svým synem západně poblíž původní osady nové město. V 18. století byl postaven Nový zámek.
V 19. století zajišťovala obživu většině obyvatel cvočkařská výroba, hřebíky a cvočky místních kovářů zásobovaly i okolní země. S nárůstem konkurence v tomto oboru klesala poptávka po hořovických cvočcích, a tak mnozí řemeslníci přicházeli o práci a v kraji zavládla chudoba, o čemž pojednává i Nerudův fejeton Výlet do kraje bídy.
Co se zaměstnanosti týká, velkým přínosem pro toto město i okolní obce bylo vybudování průmyslové zóny v 6 km vzdáleném Žebráku v 90. letech 20. století.
V letech 1919–1960 k městu patřila Tihava.

### Územněsprávní začlenění
Dějiny územněsprávního začleňování zahrnují období od roku 1850 do současnosti. Až do roku 1960 byly Hořovice okresním městem, do tehdejšího hořovického okresu patřil do roku 1936 také Beroun. V chronologickém přehledu je uvedena územně administrativní příslušnost obce v roce, kdy ke změně došlo:
- 1850 země česká, kraj Praha, politický i soudní okres Hořovice[13]
- 1855 země česká, kraj Praha, soudní okres Hořovice
- 1868 země česká, politický i soudní okres Hořovice
- 1939 země česká, Oberlandrat Plzeň, politický i soudní okres Hořovice[14]
- 1942 země česká, Oberlandrat Praha, politický okres Beroun, soudní okres Hořovice[15]
- 1945 země česká, správní i soudní okres Hořovice[16]
- 1949 Pražský kraj, okres Hořovice[17]
- 1960 Středočeský kraj, okres Beroun
- 2003 Středočeský kraj, obec s rozšířenou působností Hořovice

### Rok 1932

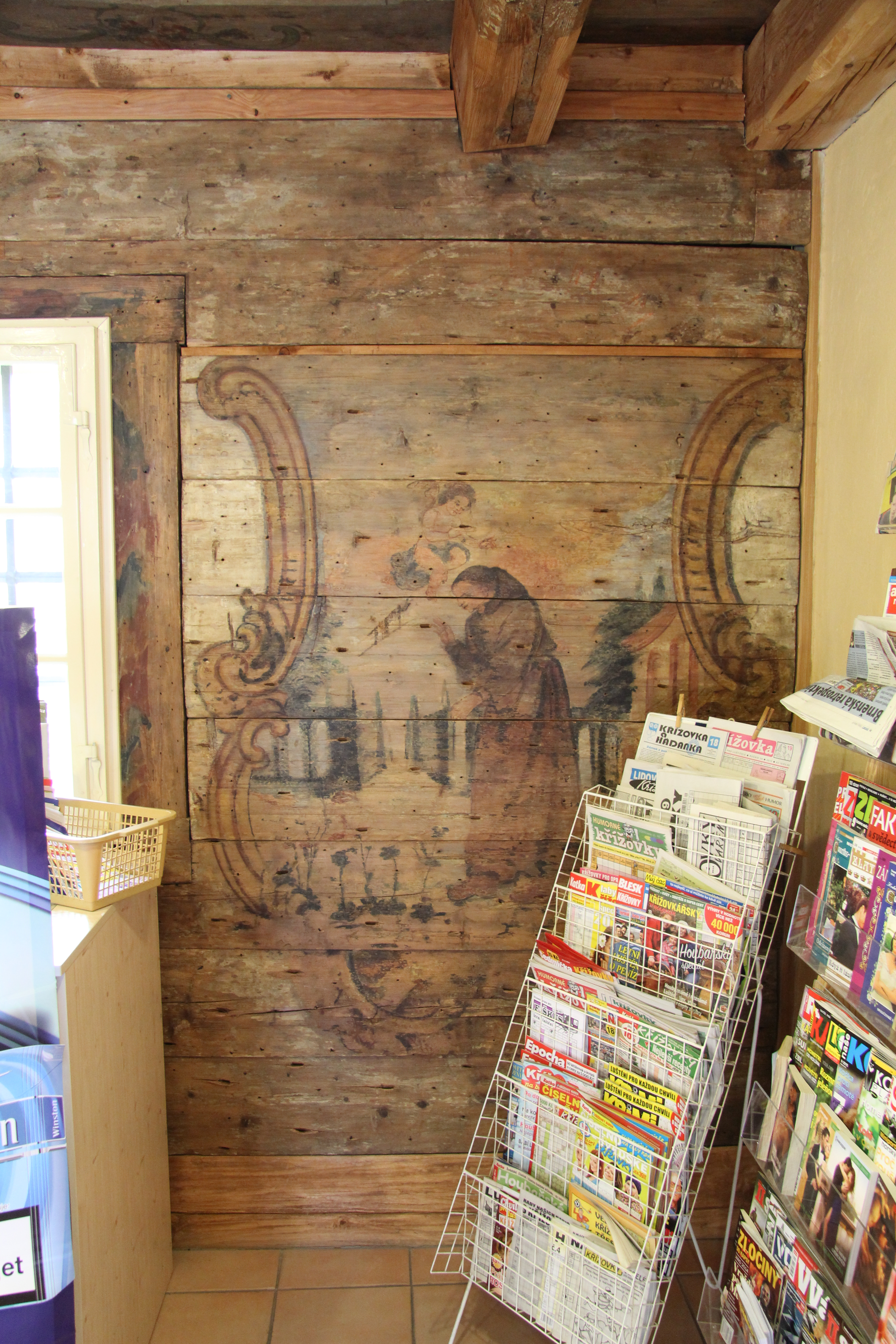
Malba v bývalém františkánském klášteře, dnes trafika

Ve městě Hořovice (přísl. Tihava, Velká Víska, 5028 obyvatel) byly v roce 1932 evidovány tyto živnosti a obchody:
- Instituce a průmysl: okresní soud, okresní úřad, berní úřad, okresní četnické velitelství, poštovní úřad, telegrafní úřad, telefonní úřad, 2 katol. kostely, synagoga, učitelský ústav, františkánský klášter, vojenská lesní správa, sbor dobrovolných hasičů, společenstvo hostinských a výčepníků, řezníků a uzenářů, 2 cihelny, městská elektrárna, továrna na harmoniky, továrna na kamaše, továrna na kamna, lihovar, 4 mlýny, továrna na nábytek, 3 pily, pivovar, 4 slévárny železa, strojírna, železárna.
- Služby (výběr): 3 lékaři, 2 zvěrolékaři, 3 advokáti, notář, 4 autodrožky, městský biograf, časopis, chemická čistírna, 2 drogerie, 2 fotoateliery, geometr, 3 hodináři, 10 hostinců, 5 hotelů (Kalaš, Plzeňka, Radnice, Valdek, Zelený strom), 2 kapelníci, knihkupectví, 2 knihtiskárny, lékárna U černého orla, 2 optici, řezbář, Městská spořitelna, Okresní záložna hospodářská, Živnostenská záložna, 3 stavitelé, 2 velkostatky (vojenských lesů, Schaunmburg), zubní ateliér, 3 železářství.

## Geografie

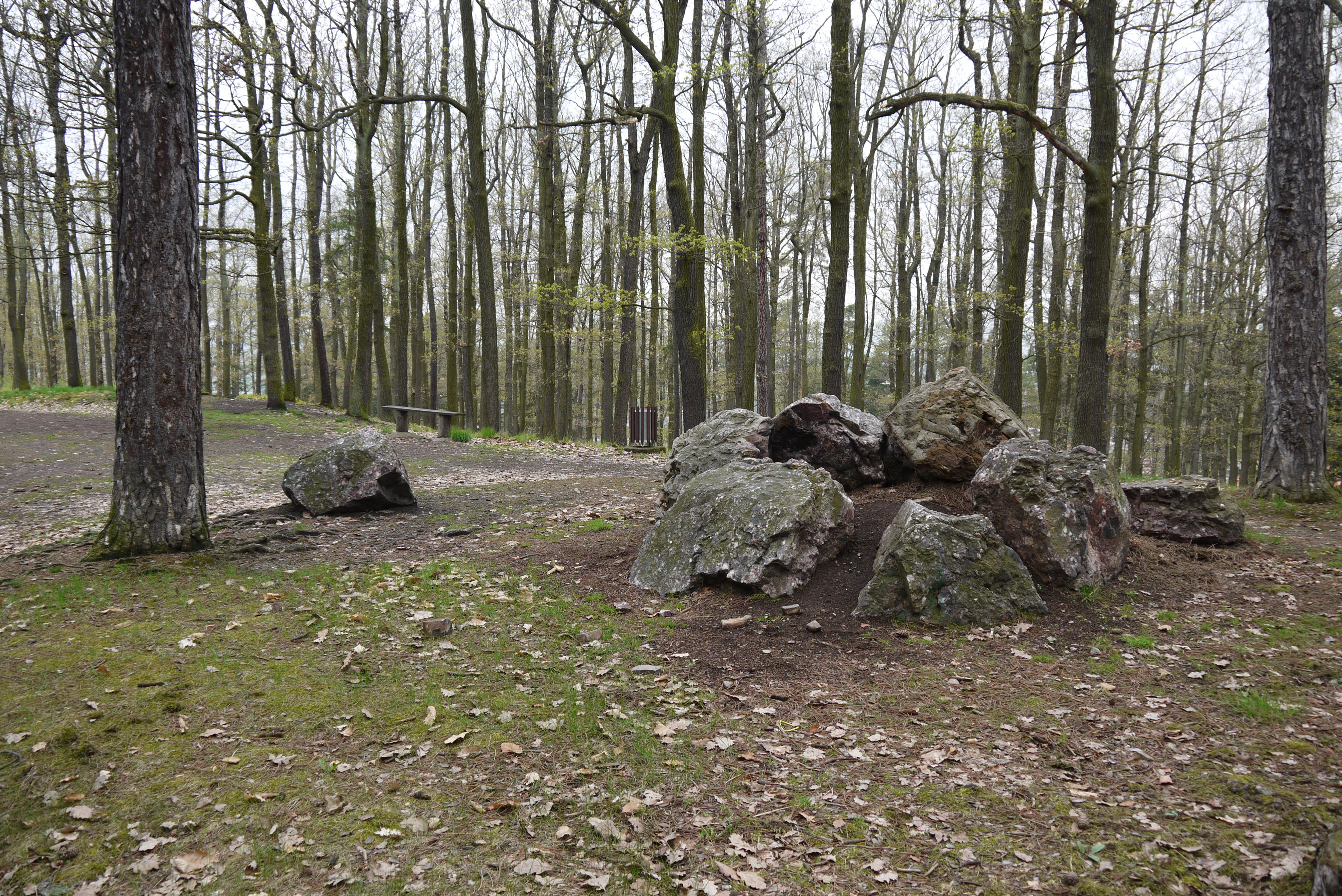
Lesopark Dražovka

### Území města
V brázdě protéká městem Červený potok, jehož koryto bylo opraveno po povodních v roce 1995. V západní části se nachází Obecní les o rozloze 16 ha. Na jižní straně města přiléhá k okrajovým domům lesopark Dražovka o rozloze 60,86 ha. K dalším zalesněným plochám patří například menší Remízek. Přímo v centru, za zdí Nového zámku, se rozkládá zámecký park, v němž se nachází i několik cenných dřevin (například jinan dvoulaločný, liliovník tulipánokvětý či jírovec pávie).

### Členění
Město se oficiálně nečlení na místní části a nepatří k němu žádné samostatně ležící vsi. V roce 1932 byly jako jeho příslušenství zmiňovány vesnice Tihava a Velká Víska. Tihava dnes patří k obci Kotopeky a Velká Víska na východní straně splynula s Hořovicemi, ale její název dosud nese katastrální území. Město tvoří urbanisticky poměrně kompaktní celek, ale sídliště Karla Sezimy je od ostatní zástavby odděleno kopcem Dražovka. Části Sklenářka a Cintlovka jsou pak od zbytku města odděleny jak frekventovanou silnicí, tak i kolejemi.
Město Hořovice má dvě katastrální území: Hořovice a Velká Víska.
V katastrálním území Hořovice se nacházejí základní sídelní jednotky Hořovice – historické jádro, Pod zámkem, Sídliště, Sklenářka, Šibeniční kopec, U Červeného potoka, U podlužské silnice.
V katastrálním území Velká Víska se nacházejí ZSJ Zámek (do níž patří mimo jiné starý i nový hořovický zámek a nemocnice), Dražovka (lesopark a sídliště Karla Sezimy), Pod Dražovkou (východně od historického jádra Hořovic, patří tam Vísecké náměstí s kostelem svatého Jiljí a hřbitov), U cihelny (statek jižně od nemocnice), Višňovka.

### Okolí
Město Hořovice leží na severu brdských lesů. V blízkosti města se rozprostírá CHKO Brdy, CHKO Křivoklátsko a Český kras, cíle mnoha turistických stezek.

## Pamětihodnosti

### Památky města
- Nový zámek se zámeckým parkem
- Starý zámek
- Kostel sv. Jiljí
- Kostel Nejsvětější Trojice
- Loretánská kaple na náměstí u kostela Nejsvětější Trojice
- Radnice
- Františkánský klášter

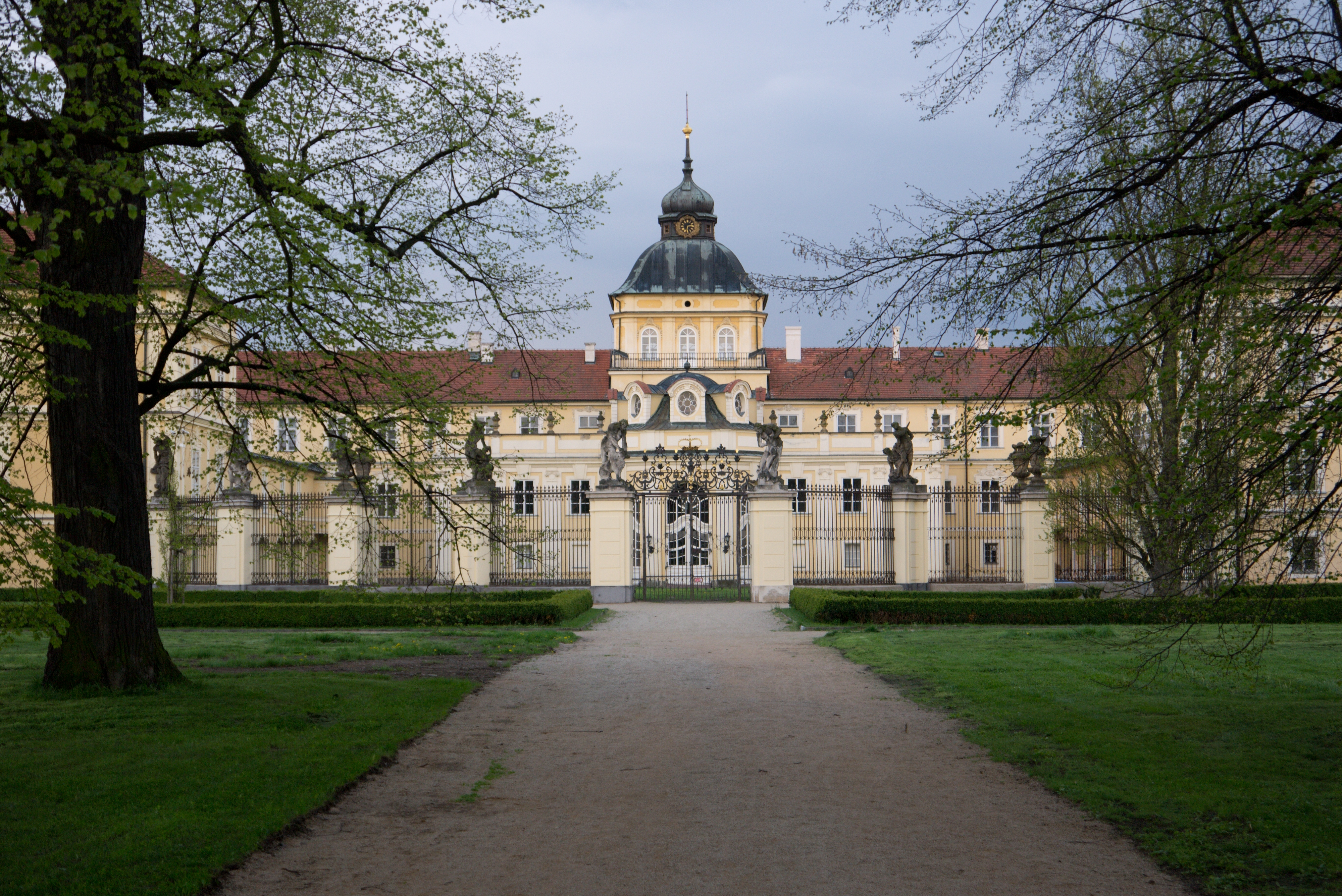
Nový zámek, pohled z parku.
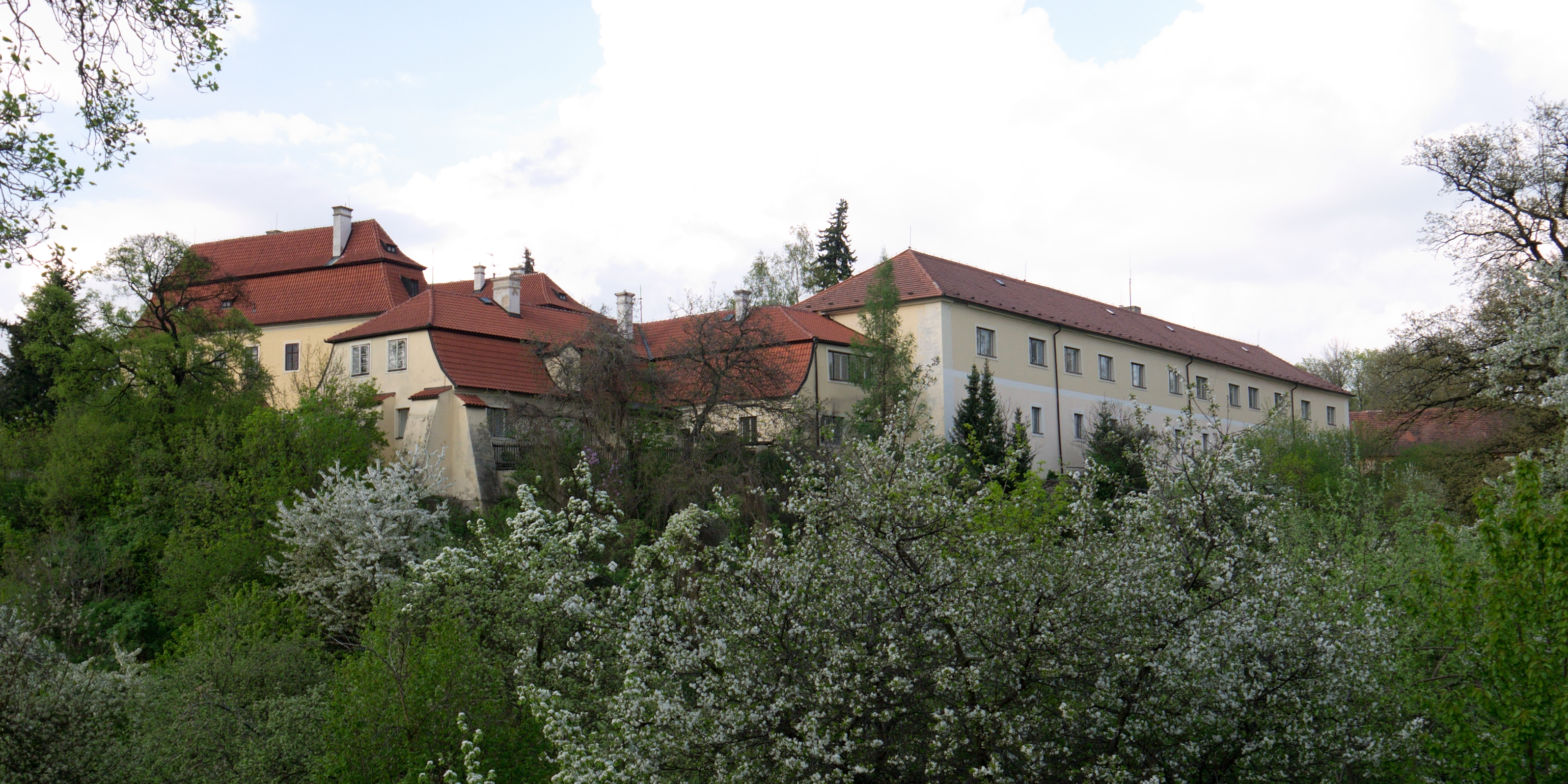
Starý zámek
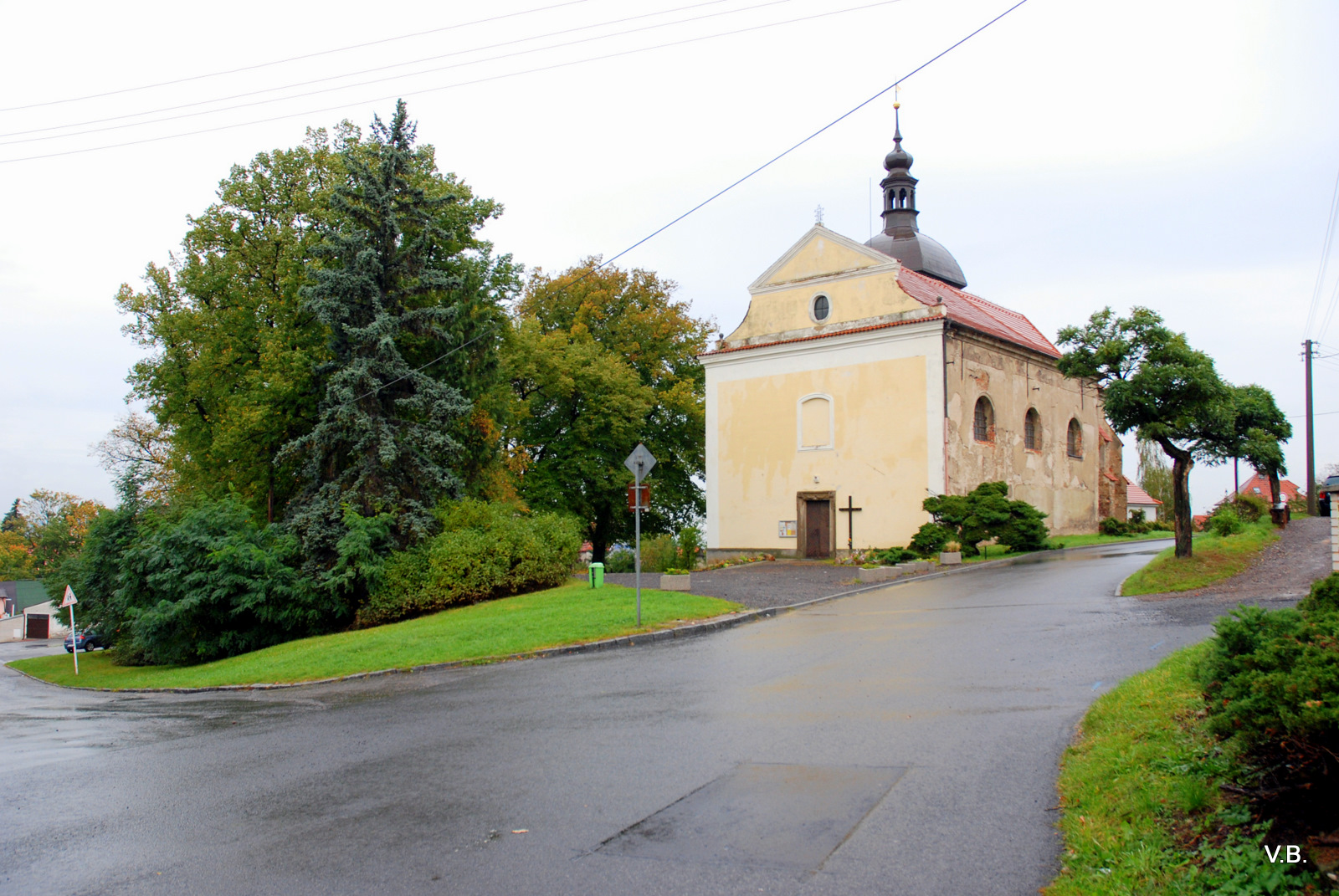
Kostel svatého Jiljí
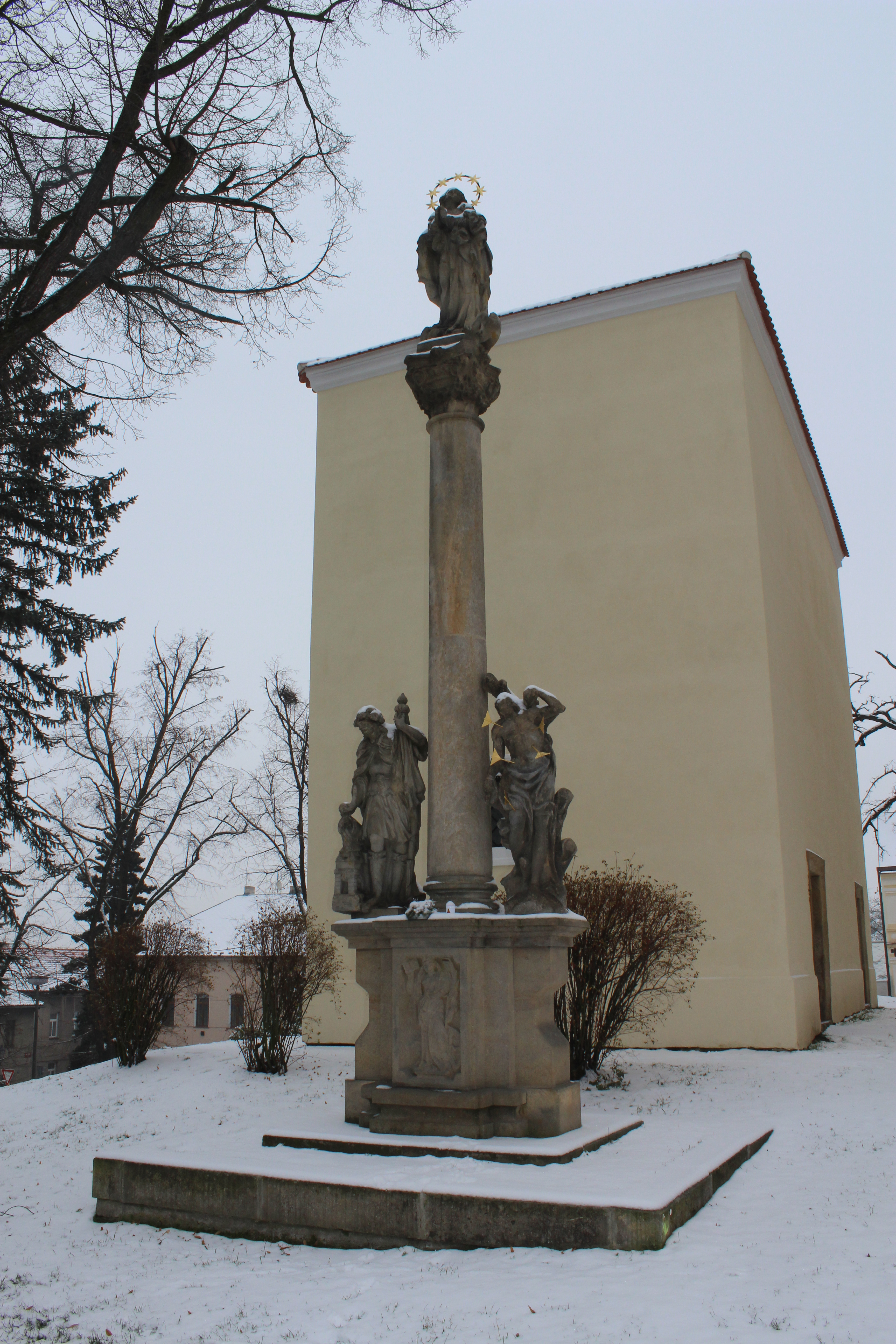
Loretánská kaple
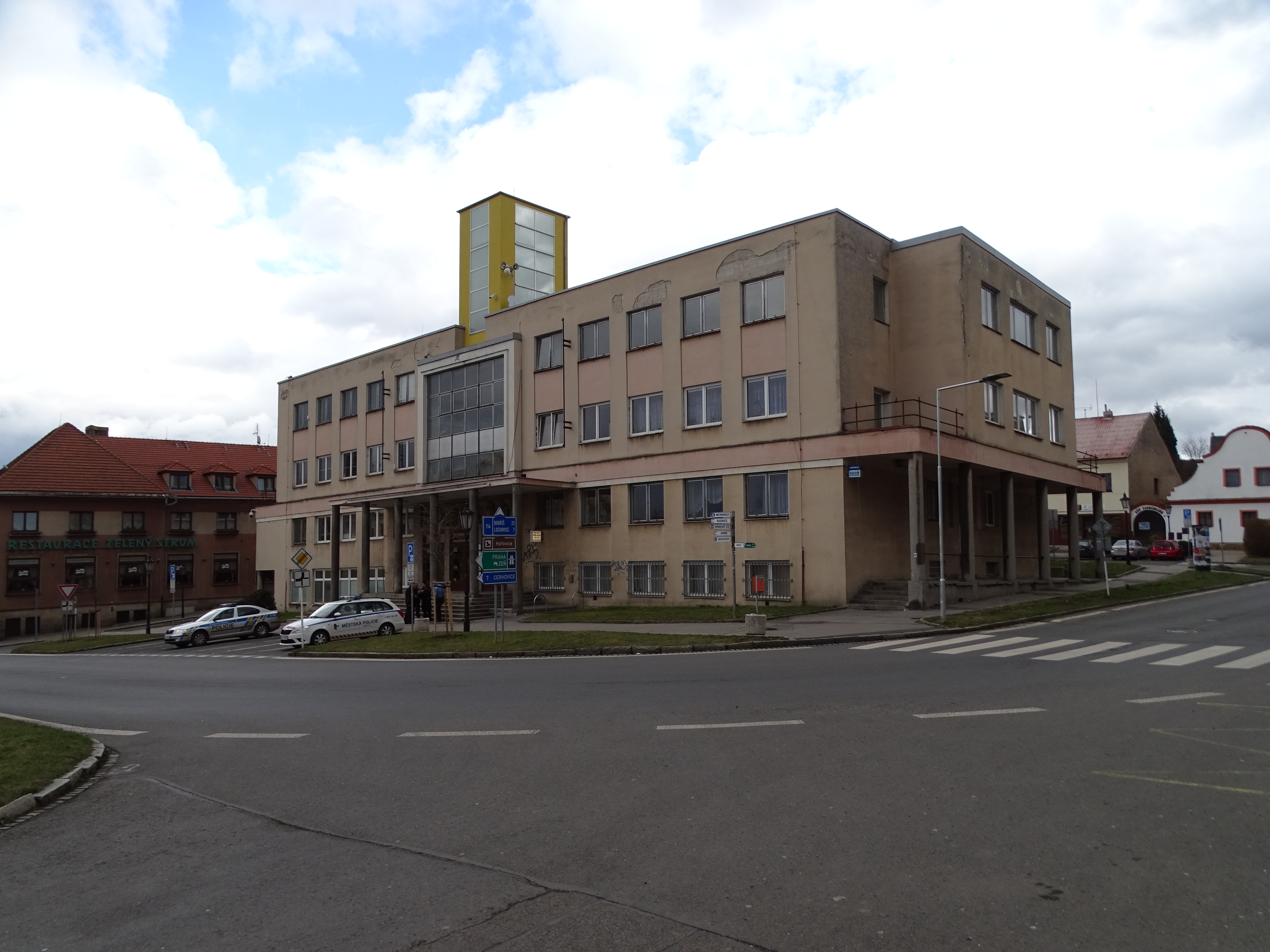
Městský úřad
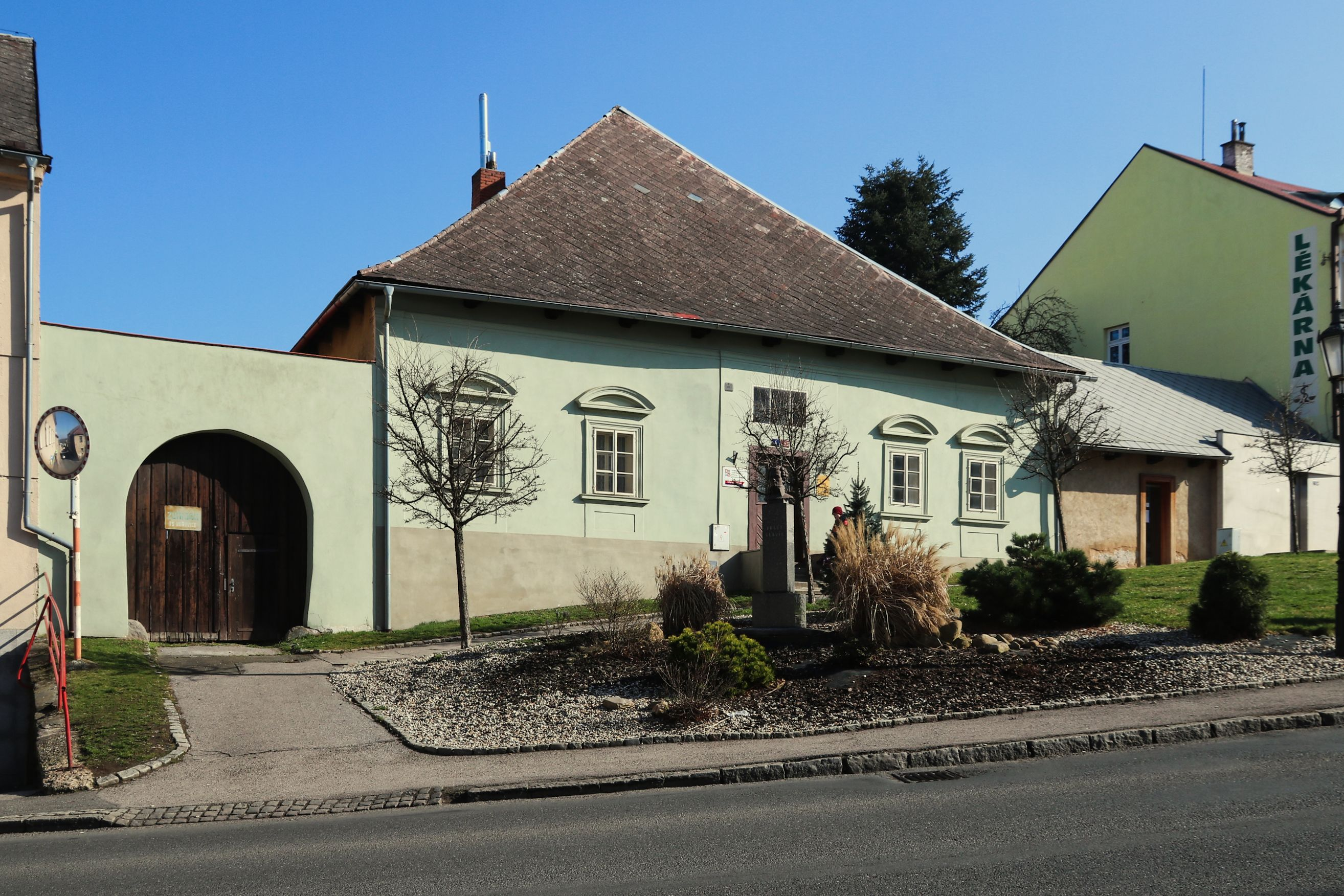
Františkánský klášter, dnes ZUŠ
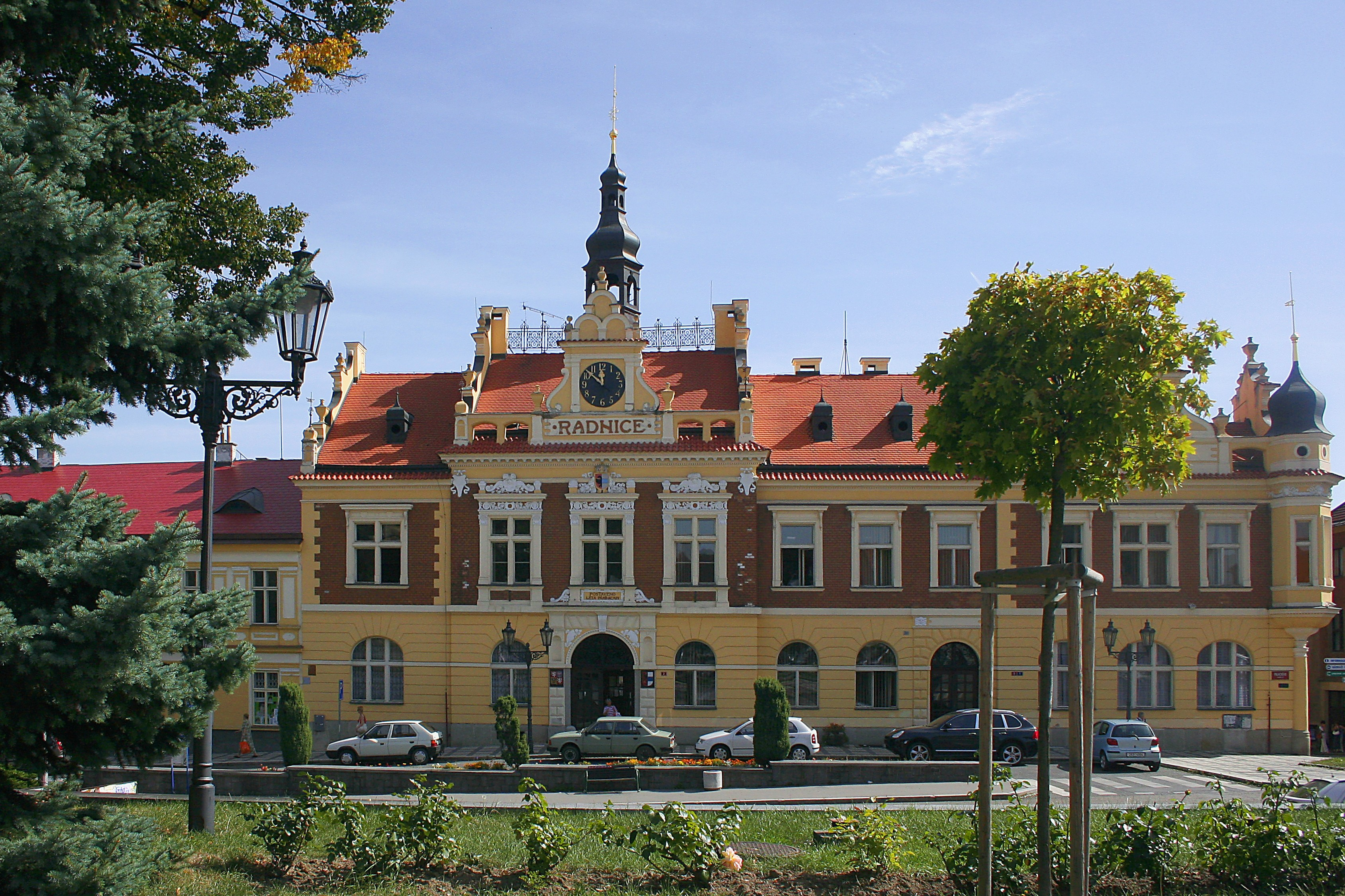
Radnice
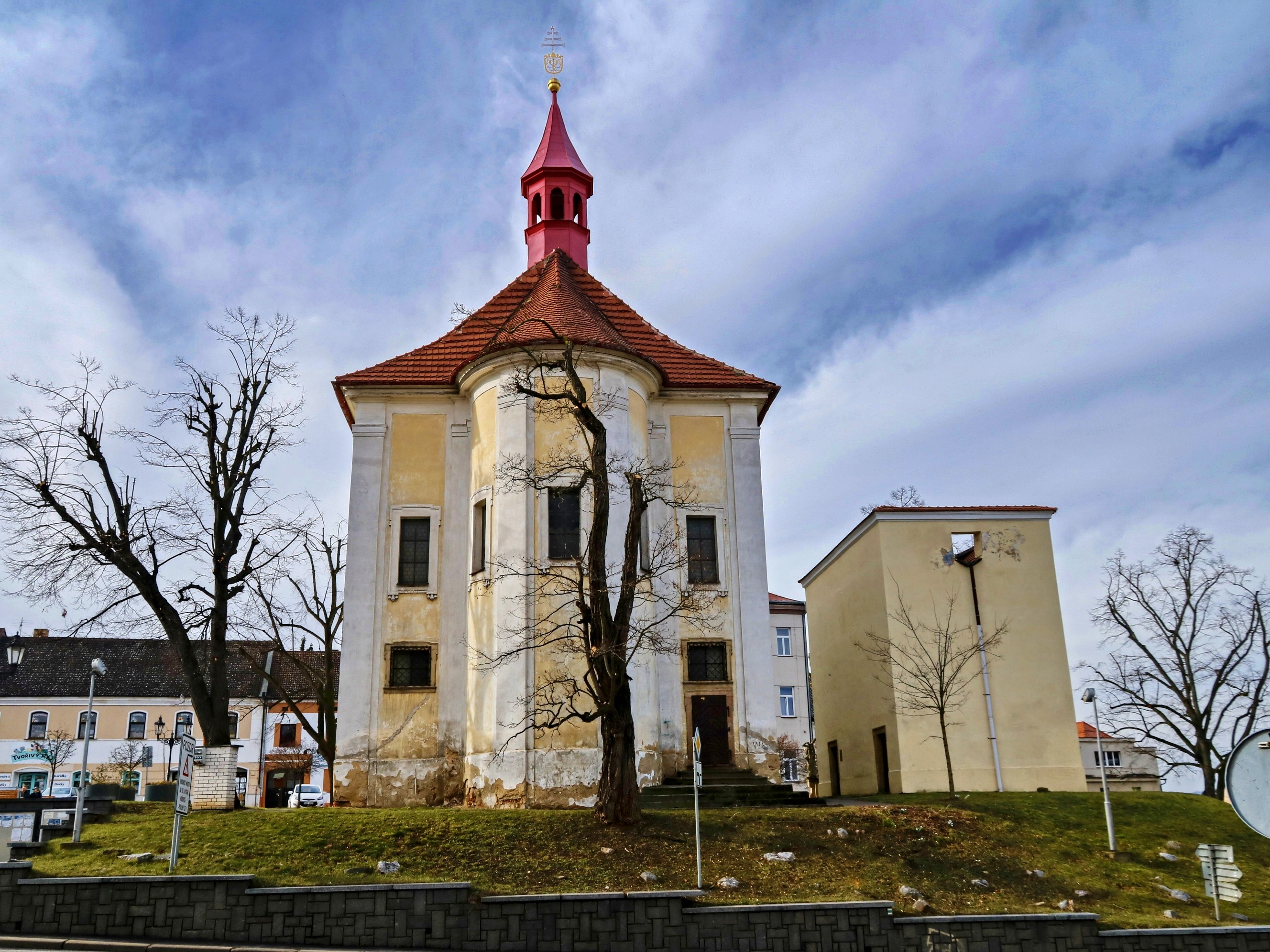
Kostel Nejsvětější trojice s Loretou

## Doprava
Dopravní síť

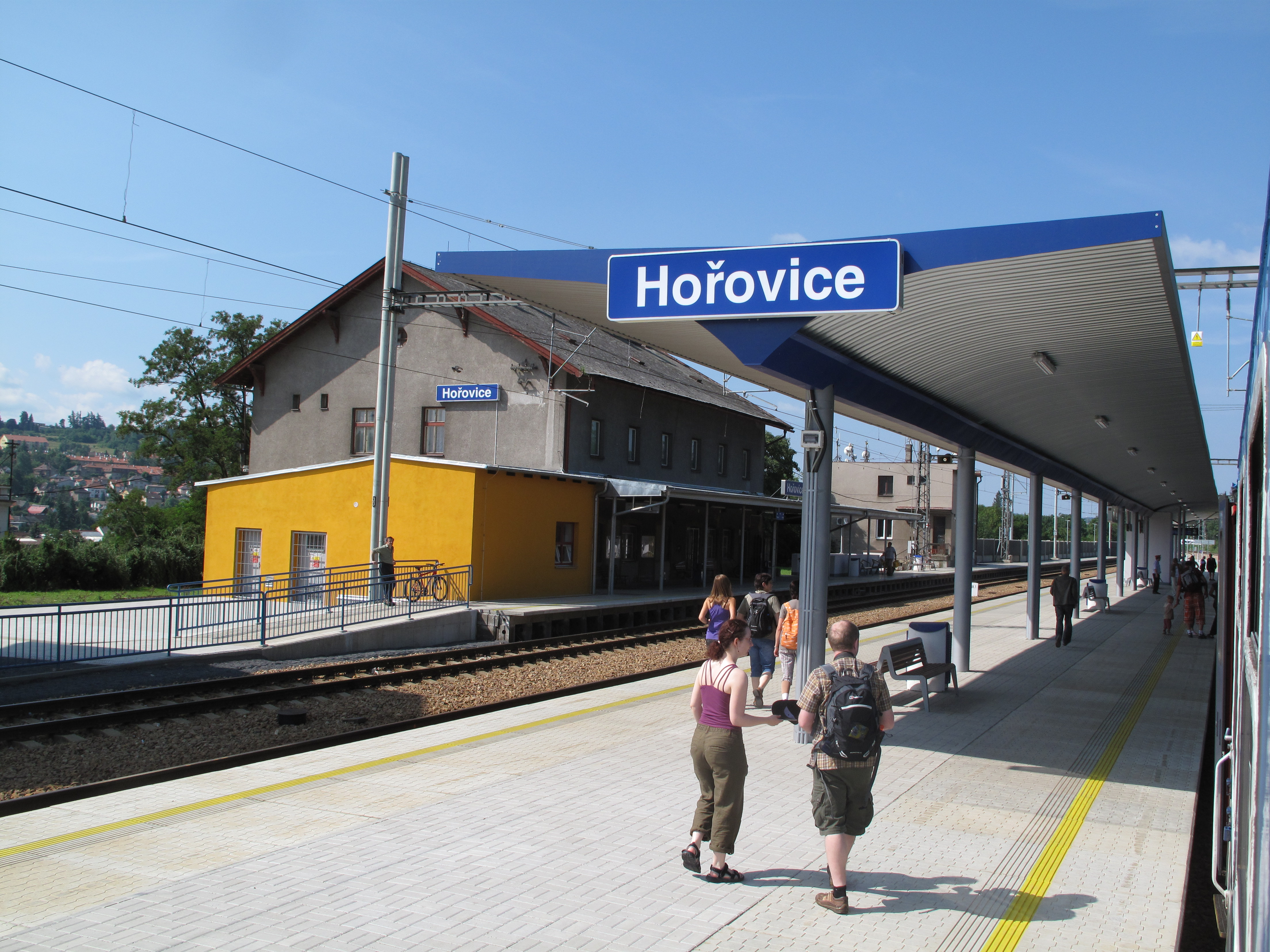
Vlakové nádraží v Hořovicích

- Pozemní komunikace – Městem procházejí silnice II/114 Cerhovice – Hořovice – Hostomice – Dobříš a silnice II/117 Žebrák – Hořovice – Komárov – Strašice – Spálené Poříčí. Hořovice se nacházejí 6 km od dálnice D5, která spojuje Prahu a Plzeň.

- Železnice – Hořovice protíná železniční Trať 170 Beroun - Plzeň - Cheb. Je to dvoukolejná elektrizovaná celostátní trať zařazená do evropského železničního systému, součást 3. koridoru, doprava z Prahy do Plzně byla zahájena roku 1862. Na území města leží železniční stanice.

Veřejná doprava 2021
- Autobusová doprava – Nedaleko od centra města je autobusové nádraží (na náměstí Boženy Němcové). Z města vedly autobusové linky např. do těchto cílů: Beroun, Broumy, Dobříš, Kladno, Komárov, Praha, Příbram, Strašice, Zbiroh, Zdice, Žebrák. Městská hromadná doprava je realizována linkami pid 531, 548 a 643 zajišťující spojení nádraží a ostatních částí města, na nichž je od února 2008 zaveden bezplatný provoz.[20]

- Železniční doprava – Železniční stanicí Hořovice jezdilo v pracovních dnech 15 párů rychlíků, 4 páry expresů a 14 párů osobních vlaků, o víkendu 14 párů rychlíků, 4 páry expresů a 10 párů osobních vlaků.

## Kultura
- Kulturní dům je od 20. let 20. století využíván různými zájmovými organizacemi, konají se zde každý rok taneční kurzy, zábavy či maturitní plesy. V dopoledních hodinách tu probíhají prodejní akce.
- Klub Labe je situován v části města nazvané Velká Víska. Uskutečňují se zde hudební a divadelní vystoupení (i místních souborů), promítání filmů, besedy a výstavy.
- Každý rok na podzim se v Hořovicích koná Cibulový jarmark, při jehož příležitosti se vystavují a prodávají cibulové copy, centrum města je obsazeno stánkaři a kolotočáři a zároveň probíhá doprovodný program zahrnující výstavy či hudební vystoupení.
- Mezi další tradiční akce patří literární bienále Hořovice Václava Hraběte, vystoupení Hořovické heligónky (od roku 1978 pod názvem „Setkání heligónkářů“) nebo vánoční trhy.
- V bývalém městském kině se promítalo v letech 1929-2008.[21]

## Školství

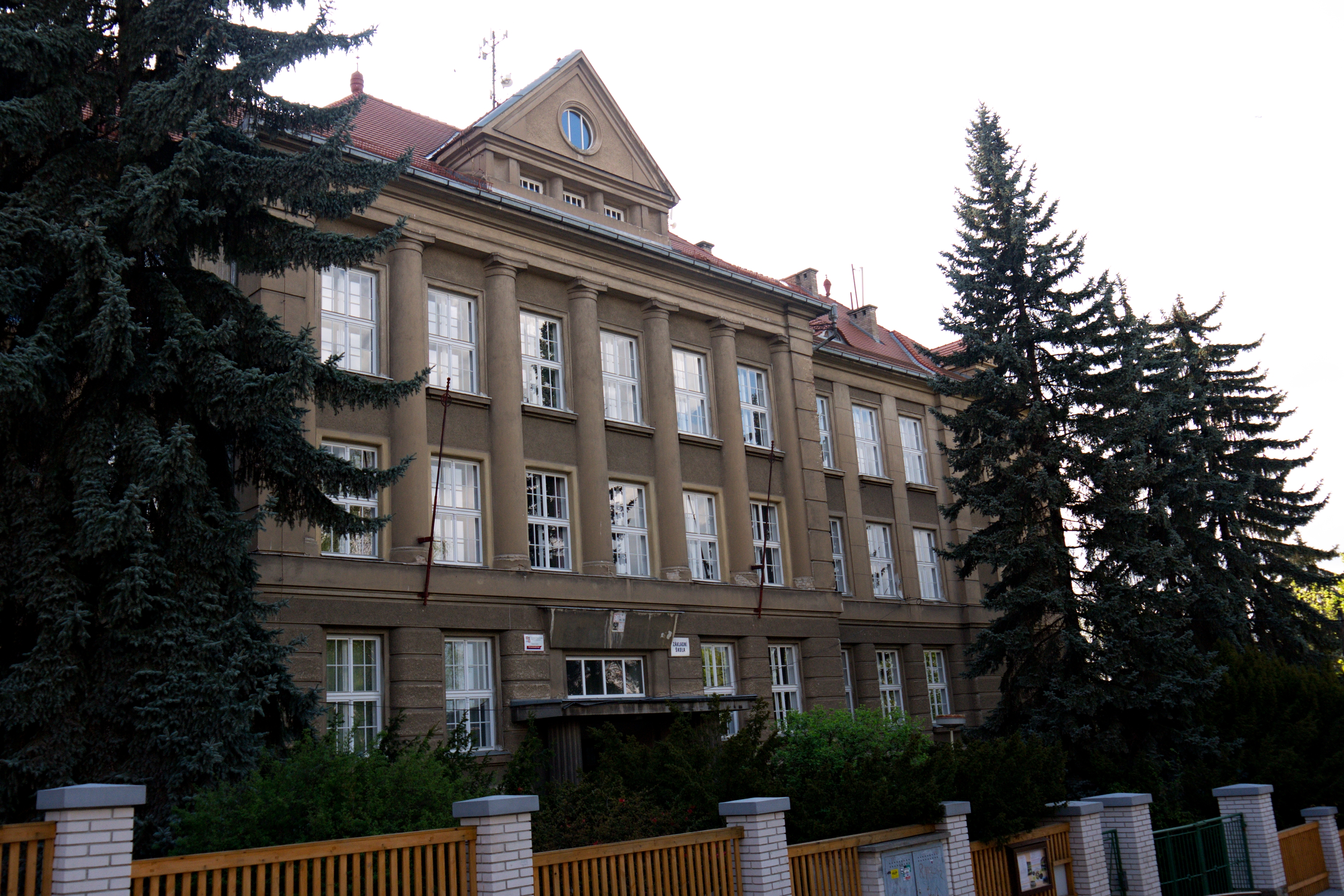
Budova Gymnázia Václava Hraběte a 2. základní školy

Místní školství je zastoupeno hned ve třech stupních. Dvě mateřské, dvě základní (1. ZŠ „nová škola“ a 2. ZŠ „na Vísce“) a dvě střední školy (Gymnázium Václava Hraběte a Střední odborná škola a střední odborné učiliště). Dětem je umožněno též zájmové vzdělávání v Základní umělecké škole Josefa Slavíka a ve Středisku volného času.

## Sport
Město disponuje plaveckým bazénem, aquaparkem, sportovní halou, která je v blízkosti fotbalového hřiště, zimního stadionu a tenisových kurtů. Díky tomuto sportovnímu areálu tu funguje několik sportovních oddílů (badminton, volejbal, fotbal, florbal, tenis a jiné). Na severozápadním okraji města se nachází Letiště Hořovice, které je využíváno pro sportovní i civilní létání. Na zdejším jezdeckém ranči se konají i parkurové závody.

## Zdravotnictví
Na východním okraji města se nachází Nemocnice Hořovice, jedna ze dvou nemocnic v okrese (druhá je v Berouně). Základní kámen byl položen 17. června 1956, k otevření došlo 9. července 1961.

## Významné osobnosti

### Hořovičtí rodáci
- Eliška Zhořelecká (1390–1451), lucemburská vévodkyně
- Jiří z Poděbrad (1420–1471), český král (Hořovice bývají uváděny jako jedno z možných, nicméně nepotvrzených míst narození)
- Eli'ezer Jaffe (1455–1560), polsko-český rabín, syn Abraháma z Čech, zemřel v Hořovicích [23]
- Jan Rosacius Hořovský (1581–1637), malostranský kněz
- Samuel Martinius z Dražova (1593–1639), kněz, spisovatel, exulant
- Josef Labor (1842–1924), klavírista, varhaník, hudební skladatel a pedagog
- Jan Herain (1848–1914), architekt a historik, byl členem Komise pro soupis stavebních, uměleckých a historických památek královského hlavního města Prahy.[24][25][26]
- Alfred Seifert (1850–1901), česko-německý malíř (narozen v Praskolesích, ale v Hořovicích strávil dětství)
- Josef Anýž (1852–1912), politik, novinář a pedagog
- Bohumil Čermák (1860–1926), právník a básník (pseudonymy Miloslav Červenka a Čeněk Boček)
- Jaroslav Panuška (1872–1958), akademický malíř, krajinář
- Karel Sezima (1876–1949), spisovatel a literární kritik
- Zdeněk Gintl (1878–1936), knihovník, překladatel
- Otto Hönigschmid (1878–1945), chemik
- Arnošt Dvořák (1881–1933), dramatik
- Josef Otto Novotný (1894–1971), novinář a překladatel
- Miloslav Troup (1917–1993), akademický malíř
- Josef Kavka (1922–2019), geolog a petrolog
- Stanislav Konopásek (1923–2008), hokejista
- Karel Štorkán (1923–2007), spisovatel
- Ondřej Vaculík (* 1954), novinář, starosta města v letech 2010–2014 za ODS
- Helena Kaupová (* 1964), operní pěvkyně
- Libor Capalini (* 1973), moderní pětibojař
- Jan Prušinovský (* 1979), scenárista a režisér
- Jan Skopeček (* 1980), ekonom a politik
- Jiří Fischer (* 1980), hokejista
- Aleš Opatrný (* 1981), jezdec
- Vratislav Kadlec (* 1981), překladatel a spisovatel
- Petr Koukal (* 1985), badmintonista
- Jakub Štochl (* 1987), fotbalista
- Dominik Vodička (* 1996) tanečník a choreograf

### Lidé, kteří v Hořovicích a okolí působili
- Jaroslav Hněvkovský (1884–1956), malíř a cestovatel
- Šebestián Hněvkovský (1770–1847), národní buditel a básník
- Václav Holý (1900–1941), odbojář[27]
- Václav Hrabě (1940–1965), básník
- Jan Jindáček (1846–1927), podnikatel, starosta města a poslanec zemského sněmu[28]
- Josef Jungmann (1773–1847), filolog, spisovatel a překladatel
- Vojtěch Nejedlý (1772–1844), kněz a básník.
- Jan Preisler (1872–1918), malíř
- Magdalena Dobromila Rettigová (1785–1845), národní buditelka a spisovatelka
- Ivan Slavík (1920–2002), básník, překladatel a esejista
- Josef Slavík (1806–1833), houslista a skladatel
- Jaroslav Ortman (* 1952), právník a levicový politik
- Jitka Bret Srbová (* 1976), básnířka

### Příjmení Horowitz
Z Hořovic pochází židovské příjmení Horowitz, dynastie Horoviců. Nositelů tohoto jména dnes po celém světě žije patrně až 50 tisíc, zejména v Evropě, USA, Kanadě, Izraeli i Jižní Americe (varianta jména „Horowitz“) a v Polsku, Rusku, na Litvě a Ukrajině (varianta příjmení „Gurjevič“ nebo „Hurvic“) i jinde ve světě. Původně se jedná o jedinou židovskou rodinu, založenou Aharonem Mešulamem Horovicem, která se někdy v první polovině 16. století přistěhovala z Hořovic do Pražského židovského města, kde se jí začalo říkat přídomkem odvozeným z místa, odkud přišli – tedy „Horowitz“. Podle rodinné tradice rodina do Čech přišla po vyhnání Židů ze Španělska v roce 1492, svůj původ odvozuje od slavného katalánského rabína Zechariji ha-Levi z Girony, autora spisu Ba'al Ha-Maor, který údajně sám měl být potomkem samotného proroka Samuela. Rodina je levitského původu, což opět potvrdily nedávno provedené genetické studie.
Mezi slavné nositele tohoto jména patří například slavní rabíni Ješaja Horowitz a Šmu'el Šmelke Horowitz, bývalý guvernér Izraelské centrální banky David Horovic, americký astronaut Scott Horowitz,  britský spisovatel a scenárista Anthony Horowitz nebo sovětský letecký konstruktér Michail Gurevič a mnozí další.